# Лаврецов, Сергей Антонович
Сергей Антонович Лаврецов (16 сентября 1825, Санкт-Петербург — 20 августа 1906, Гунгербург, Российская империя) — русский предприниматель, общественный деятель и меценат. Почётный гражданин города Нарвы.
По мнению ряда специалистов, деятельность Лаврецовых по вкладу в историю русской культуры стоит в одном ряду с Мамонтовым, Третьяковым и другими выдающимися российскими меценатами.

## Биография

Дом-музей Лаврецова

В 1860 году приехал в Ямбург (ныне Кингисепп) и начал собственное дело. С 1874 года работал в Нарве, где основал ректификацию и винокурню.
В 1874—1898 годах владелец водочного завода в Нарве, в восточной части города (Ивангородская сторона).
В период строительства Храма Святого Равноапостольного Князя Владимира в Усть-Нарве (1890—1893) пожертвовал храму колокола и 500 рублей.
Интерес к истории, возможно, получил через тестя Александра Паленова, известного жителя Нарвы, одного из основателей Нарвского общества древних исследований.
В 1913 году на средства покойного Лаврецова был организован в Нарве художественный музей (Музей имени супругов Лаврецовых). Музей работал с 1913 по 1943 год. В начале XX века его коллекция считалась лучшей среди провинциальных музеев Прибалтики. На содержание музея С. Лаврецов выделил капитал в 25 000 рублей и специально оговорил входную плату («не более пятнадцати копеек с каждого посетителя»).
Жил в Нарве, улица Пимеайа, 28, дом не сохранился
Много лет избирался гласным Нарвской городской думы. За свои средства построил городскую поликлинику и роддом. Учредил стипендию для детей из малообеспеченных семей. Оказывал материальную помощь молодым художникам, в том числе известному эстонскому художнику Адо Ваббе (который получил образование в Мюнхене и на год уехал в Италию благодаря стипендии Лаврецова), Пеэту Арену, Аугусту Янсену и др. Лаврецов также поддержал известных художников с академическим образованием в Санкт-Петербурге, таких как Питер Хеллер, Николай Семёнов, Николай Лунд и Эдуард Вербер.
Похоронен в семейном склепе в Ивангороде на Ивангородском Знаменском православном кладбище.

## Личная жизнь
Жена (с 1869 года) Глафира Александровна, урожденная Паленова (1851, Нарва — 1913, Нарва); приемный сын Эдгар Лаврецов.